# 腎不全
腎不全（じんふぜん、英: renal failure）は、腎臓機能が正常時の30%を下回り、それに伴い体内において異常を呈している状態、または症候。

## 定義
腎臓は、左右それぞれ約100万個のネフロンによって構成され、この組織が尿の生成、細胞外液中の水や電解質等の濃度を調節する働きを持つ（体液量・浸透圧・pHを一定に保つ）が、この糸球体組織の機能が30%以下まで低下した状態を腎不全と呼び、10%未満まで進行すると透析治療が必要な「末期腎不全」の状態となる。

## 分類
- 急性腎不全（英: acute renal failure、ARF）
- 慢性腎不全（英: chronic renal failure、CRF）

腎機能が低下する原因としては、免疫系の異常や薬に対するアレルギー、高血圧、糖尿病など（以上、慢性腎不全）や、出血や急激な血圧低下、感染症、熱傷に伴う脱水（以上、急性腎不全）など複数の因子があげられ、疾患の種別も原因別に細かく分類されるが、慢性腎不全を含め最終的に透析治療が必要になる腎機能疾患全般を総称し、慢性腎臓病（CKD、英: chronic kidney disease）とする疾患概念が、日本腎臓学会から提唱されている。CKDの概念においては、CRFはCKDの末期状態である末期腎臓病(ESRD)として再定義されている。

## 臨床像
- 体液量の増加による心不全
- 電解質の調整不備による血中カリウムの増加（高カリウム血症）
- 夜間尿：腎濃縮力の低下によって夜間でも尿が生産されるため。

## 治療

### 対症療法
急性腎不全の場合、腎機能低下の原因を取り除きつつ水分及び血中老廃物の過剰蓄積を防ぐことで、比較的高率な治癒が期待できる。ただし、多臓器不全など他の疾病に併発して発症した場合は、患者全体の死亡率は50%近いとする報告がある。また、軽微な急性腎不全患者でも、後に慢性腎不全に移行する事があると報告されている。
一方、慢性腎不全は、早い段階で異常が発見できた場合に限り、
- 糸球体の機能を低下させるIgA抗体などの免疫を薬物で抑える
- 塩分やたんぱく質などの摂取量を制限する（低タンパク質食）
- 抗体の生成と密接な関わりのある扁桃腺を除去する

などで、症状の進行を抑えることが可能である。
それでも腎機能の低下が進行する場合、あるいは腎機能障害発見時に既に不可逆的状態に陥っていた場合、尿毒症の症状が顕在化してくると対症療法として人工透析治療が必要となる。
透析療法には、血液をいったん体外に吸引して透析装置で濾過し、再び体内に戻す血液透析と、患者の腹腔内に2リットルほどの透析液を注入し、体内で継続的に血液の濾過を行う腹膜透析の2通りがあり、日本で主に行われているのは前者の治療法。後者は血液透析と比較し、患者の拘束時間が圧倒的に少ないというメリットがあるが、患者自身や家族が腹膜内の透析液交換を行わねばならないため、雑菌混入等による腹膜炎を起こしやすく、長期にわたると腹膜そのものを傷める可能性がある。

### 根本療法
根本的に腎不全を治療する療法は腎移植のみである。